# Galambóc ostroma
Galambóc ostroma 1428 májusában zajlott, amikor a Zsigmond magyar király vezette magyar haderő – lengyel-litván és havasalföldi segédcsapatokkal megerősítve – ostrom alá vette az 1427-ben török kézre került várat. Az ostromban – a magyar történelemben elsőként – nagy szerepet játszott a tüzérség, amelynek segítségével szinte be is vették a várat, de időközben megérkezett II. Murád oszmán szultán a vár felmentésére, ezzel eldöntve a csatát. A magyarok vereséget szenvedtek, Zsigmond is alig menekült meg. A csata eredményeként a törökök kezére került Szerbia és Bosznia nagy része.

## Előzmények
Az Oszmán Birodalom a 14. század végére elérte a Magyar Királyság déli határait, miután leigázta a Balkán-félsziget nagy részét. Szerbia területének jelentős része is oszmán fennhatóság alá került, a megmaradt területek a Magyar Királyság és az Oszmán Birodalom állandó nyomásának voltak kitéve. Az oszmán hódítást megakadályozandó, Lazarevics István szerb despota szövetségre lépett Zsigmond magyar királlyal.
Zsigmond és Lazarevics 1426-ban Tatán szerződést kötött, amelyben a szerb despota lemondott Nándorfehérvárról, Galambócról és még néhány kisebb várról a magyar király javára, cserébe unokaöccsének, Brankovics Györgynek despotaként való elismeréséért. Lazarevics István 1427. július 18-án meghalt, Zsigmond pedig kérte Brankovicstól a szerződés betartását, az új despota azonban megpróbált kibújni az egyezség alól, így Zsigmondnak fegyverhez kellett folyamodnia, és erővel foglalta el Nándorfehérvárt, mire a többi vár is meghódolt. Galambóc kapitánya azonban egy, Lazareviccsel kötött szerződésre hivatkozva nem akarta átadni a várat, hanem követelte Zsigmondtól a váltságdíj megfizetését, aki ezt megtagadta. Így a kapitány II. Murád szultánhoz fordult, aki megfizette a kért 12 000 aranyat, így a vár a törökök kezére került.

## Az ostrom
Zsigmond természetesen nem hagyta annyiban, és hadjáratot tervezett a vár elfoglalására. Még a tél folyamán ellenvárként felépíttette Galambóccal szemben Lászlóvárát, amely a magyar hadjárat kiindulópontjául szolgált. Zsigmond 15-20 000 főnyi sereget toborzott össze, amelynek részét képezték a Cserni Száva vezette lengyel-litván segédcsapatok, valamint II. Dan havasalföldi fejedelem 6000 katonája. Brankovics azonban nem volt hajlandó segítséget küldeni.
A vár ostroma 1428. április végén kezdődött. Ez volt első olyan magyar seregek által végrehajtott ostrom, amelyben nagy szerepet kapott a tüzérség. A magyarok hajókról bombázták a várat, valamint a szemben fekvő Lászlóvár tornyáról is állandóan lőtték, rongálták a falakat. A törökök keményen védekeztek, de a falak idővel annyira megrongálódtak, hogy már csak nehezen tudták védeni. A magyar seregek már döntő rohamra készültek, amikor II. Murád szultán nagy sereg élén megérkezett az ostromlott vár felmentésére, a túlerő láttán pedig Zsigmond jobbnak látta inkább fegyverszünetet kötni. Az egyezség értelmében Galambóc török kézen maradt, cserébe a magyar sereg szabad elvonulásának biztosításáért.
A magyar csapatok nemsokára megkezdték a Dunán való átkelést, de a törökök megszegték szavukat, és támadásba lendültek a még át nem kelt csapatok ellen, akik közt ott volt Zsigmond is. A kialakult küzdelemben a király védelmét Rozgonyi István temesi főispán látta el, akinek a felesége, Szentgyörgyi Cecília (egyes források Rozgonyi Cicelle néven is emlegetik) – aki részt vett az ostromban is – hajókkal érkezett a király és férje segítségére, akiket sikerült is kimentenie. A visszavonuló magyarokat Cserni Száva fedezte lengyel-litván csapataival, akik mind egy szálig elestek, de a magyar csapatok aránylag kis veszteséget szenvedtek.

## Következmények
Az oszmán seregek Galambóc felmentése után végigpusztították egész Szerbiát, Brankovics György csak a magyar fennhatóság megtagadásával és évi adó fizetésével tudta a békét megvásárolni. Ezt követően Murád szultán seregei Bosznia ellen fordultak, ahol megverték II. Tvrtko bosnyák király seregeit és több fontos várat elfoglaltak.
Zsigmond egy esetleges török támadásra felkészülve megerősítette az ország déli határán álló várakat, főként Nándorfehérvárt, amelynek parancsnokául Tallóci Matkót nevezte ki, ezenkívül pedig a Szörényi bánság védelmére letelepítette a Német Lovagrendet.
Murád szultán azonban végül is nem támadta meg Magyarországot, hanem inkább fegyverszünetet kötött Zsigmonddal, ezzel mintegy három évtizedre biztosítva a békét a két ország között.

## Az esemény irodalmi feldolgozása
- Arany János 1852-ben verset írt Zsigmond király megmentőjének, Szentgyörgyi Cecíliának tiszteletére, Rozgonyiné címmel.
- Jókai Mór: Rozgonyi Cecília címmel írt romantikus miniregényt. Ebben méltatóan megemlékezik a férjről Rozgonyi Istvánról, és a lengyel–litván segédcsapatok vezéréről, Cserni Száváról is.